# 詹姆斯·F·布萊克
詹姆斯·弗雷德·布萊克（1912年4月14日—2002年3月21日），美國人，曾是蒙哥马利巴士司機。

## 生平
他在1955年因為要求美國黑人民權行動主義者羅莎·帕克斯讓位給一名白人乘客而成名，引發聯合抵制蒙哥馬利公車運動。